# Клото
Клото́ (грец. Κλωθώ) — у давньогрецькій міфології наймолодша з трьох богинь долі — мойр, що вимірювала довжину людського життя, а також приймала важливі рішення, наприклад, хто й коли народиться, коли богів чи смертних потрібно врятувати чи вбити.
Як одна з трьох мойр, досить значно впливала на грецьку міфологію. Разом з сестрами та Гермесом називалась творцями алфавіту свого народу. Клото воскресила Пелопа, вбитого та звареного своїм батьком.
Римський еквівалент Клото — Нона.

## Походження
В Теогонії Гесіода, мойри — це дочки Нікс та Ереба. У цьому ж творі їх також називають дочками Зевса та Феміди.
У роботі Платона їх називають дочками Урана. У римській міфології їх також називають дочками Урана і Геї.

## Міфи

### Плече зі слонової кістки
Як одна з трьох мойр, Клото допомагала Гермесу у створенні алфавіту, змушувала богиню Афродіту займатися коханням з іншими богами, послаблювала Тифона отруйними фруктами, переконувала Зевса вбити Асклепія та допомагала богам у війнах з гігантами.
Клото також використовувала свої життєдайні сили в міфі про Тантала — чоловіка, який убив і приготував свого сина Пелопа для обіду з богами. Коли боги дізналися, що зробив Тантал, вони поклали залишки Пелопа в казан. Клото повернула його до життя, але без плеча, яке з'їла Деметра. Плече замінив шматочок слонової кістки.

### Обдурені Долі
Алкеста, у якої було двоє дітей від Адмета, була дуже засмучена від того, що її чоловік помер. Мойри пояснилі жінці, що якщо вони зуміють знайти Адмету заміну в Аїді, його можна буде звільнити. Та її знайти не вдалось, тому Алкеста запропонувала себе. Коли вона домовилась із мойрами, почала швидко і сильно хворіти, і померла. А Адмет повернувся до життя. В останню мить Геракл прибув до будинку Адмета, а Танатос пішов по Алкесту. В результаті, вони двоє побились, а Алкеста та Адмет возз'єднались.

### Полювання на калидонських кабанів
Мелеагр влаштував мисливське полювання, щоб вбити калидонського кабана, якого Артеміда випустила на Калідоні. Після вбивства кабана Мелеагр подарував шкіру жінці на ім'я Аталанта, разом з якою вони його вполювали. Його дядьки також були частиною полювання, і вони були засмучені тим, що Мелеагр подарував шкіру Аталанті. Вони вважали, що жінка не повинна мати шкіри кабана.
Внаслідок цієї незгоди Мелеагр убив своїх дядьків, які були братами його матері — Алтеї. Матір була настільки розлючена, що вирішила помститися йому. Вона згадала візит, який долі здійснили через тиждень після народження Мелеагра. Тоді Доля сказала Алтеї, що життя її сина закінчиться, як тільки догорить поліно, що палало у вогнищі. Тоді Алтея погасила поліно й заховала його. Та коли Мелеагр повбивав своїх дядьків, розгнівана Алтея кинула у вогонь головешку, від якої залежало синове життя. Мелеагр помер.

## Поп-культура
У масовій культурі образ Лахесіс та богинь долі починає набувати популярності.
- Вони з'явились у п'ятому сезоні «Легенд завтрашнього дня», де Клото в образі Чарлі (Мейсі Річардсон-Селлерс) викрала верстат долі, щоб дати людям можливість самостійно обирати своє подальше життя. Клото розділила станок на частини й розкидала по кількох мультивсесвітах. Це було зроблено для того, щоб Атропос та Лахесіс не знайшли його. Та, на жаль, всесвіти об'єднались в один й верстат знайти тепер було не так проблематично.